# Auteursrechten in de Europese Unie
Auteursrechten in de Europese Unie is een verwijzing naar een groep Europese richtlijnen die een zekere mate van harmonisatie in de Europese markt moeten bewerkstelligen op het gebied van intellectuele eigendom en het economisch kunnen uitbaten daarvan. Deze richtlijnen moeten door de lidstaten omgezet worden in nationale wetgeving, Daarbij heeft het Europese Hof van Justitie de taak om de correcte toepassing van de richtlijnen en Europese verdragen te verzekeren, via vonnissen of prejudiciële procedures. Oorspronkelijk bestonden tussen de lidstaten grote verschillen in de nationale wetgeving rond de rechten op origineel werk, vooral tussen lidstaten met een common law rechtsstelsel (Cyprus, Ierland, Malta en het Verenigd Koninkrijk) en lidstaten met Continentaal recht. Common law landen kennen de rechtsfiguur copyright, die is gebaseerd op het economisch uitbaten van een werk, letterlijk het recht om een werk te vermeerderen, hetgeen niet zonder meer is gekoppeld aan rechten van de maker van een werk. Landen met een continentaal stelsel kennen veelal de maker van een werk van rechtswege de meestomvattende zeggenschap over eigen origineel werk toe, in België en Nederland auteursrecht genoemd, in andere lidstaten veelal een taalvariant daarop, in Duitsland het Urheberrecht. 

## Geschiedenis
De inspanningen om de Europese wetgeving inzake auteursrechten te harmoniseren, gaan terug tot de ondertekening van de Berner Conventie (1886). Alle EU-lidstaten hebben dit het verdrag ondertekend, hetgeen overigens een voorwaarde is bij toetreding tot de Europese Unie. Een eerste stap in deze harmonisatie werd in 1991 gezet door de toenmalige Europese Economische Gemeenschap, toen deze een richtlijn voor de bescherming van computerprogramma’s aannam. In 1993 werd deze gevolgd door een richtlijn over de beschermingstermijn van auteursrechten. Nadien zijn nog diverse richtlijnen aangenomen.
De toepassing van de EU-richtlijnen inzake auteursrechten is echter niet zonder slag of stoot verlopen, getuige de rechtszaken voor het Hof van Justitie daarover.

## Richtlijnen met relatie tot auteursrechten
De volgende richtlijnen zijn sinds het ontstaan van de Europese Unie aangenomen en verwant aan het auteursrecht en aanverwante rechten zoals databankenrecht en naburige rechten:
- Richtlijn 93/83/EEG van de Raad van 27 september 1993 tot coördinatie van bepaalde voorschriften betreffende het auteursrecht en naburige rechten op het gebied van de satellietomroep en de doorgifte via de kabel.[3]

- Richtlijn 96/9/EG van het Europees Parlement en de Raad van 11 maart 1996 betreffende de rechtsbescherming van databanken, bedoeld ter bescherming van databanken, die geen aanspraak kunnen maken op origineel auteursrecht.[4]

- Richtlĳn 2001/29/EG van het Europees Parlement en de Raad van 22 mei 2001 betreffende de harmonisatie van bepaalde aspecten van het auteursrecht en de naburige rechten in de informatiemaatschappĳ, om de toepassing te harmoniseren van het auteursrechtenverdrag, gesloten in het kader van de Wereldorganisatie voor de Intellectuele Eigendom.[5]

- Richtlĳn 2001/84/EG van het Europees Parlement en de Raad van 27 september 2001 betreffende het volgrecht ten behoeve van de auteur van een oorspronkelĳk kunstwerk.[6]

- Richtlĳn 2003/98/EG van het Europees Parlement en de Raad van 17 november 2003 inzake het hergebruik van overheidsinformatie.[7]

- Richtlijn 2004/48/EG van het Europees Parlement en de Raad van 29 april 2004 betreffende de handhaving van intellectuele-eigendomsrechten.[8]

- Richtlijn 2006/115/EG van het Europees Parlement en de Raad van 12 december 2006 betreffende het verhuurrecht, het uitleenrecht en bepaalde naburige rechten op het gebied van intellectuele eigendom (vervangt Richtlijn 92/100/EEC van 19 november 1992).[9]

- Richtlijn 2006/116/EG van het Europees Parlement en de Raad van 12 december 2006 betreffende de beschermingstermijn van het auteursrecht en van bepaalde naburige rechten (vervangt de op 15 januari 2007 vervallen Richtlijn 93/98/EEG van 29 oktober 1993 om de beschermingstermijnen van het auteursrecht in de lidstaten te harmoniseren).[10] Bij Richtlijn 2011/77/EU werd de termijn van 50 jaar nadien uitgebreid tot 70 jaar.[11]

- Richtlijn 2009/24/EG van het Europees Parlement en de Raad van 23 april 2009 betreffende de rechtsbescherming van computerprogramma's, vervangt de op 24 mei 2009 vervallen Richtlijn 91/250/EEG van 14 mei 1991).[1]

- Richtlijn 2012/28/EU van het Europees Parlement en de Raad van 25 oktober 2012 inzake bepaalde toegestane gebruikswijzen van verweesde werken.

- Richtlijn (EU) 2017/1564 van het Europees Parlement en de Raad van 13 september 2017 inzake bepaalde toegestane vormen van gebruik van bepaalde werken en ander materiaal die door het auteursrecht en naburige rechten beschermd zijn ten behoeve van personen die blind zijn, visueel gehandicapt of anderszins een leeshandicap hebben, en tot wijziging van Richtlijn 2001/29/EG betreffende de harmonisatie van bepaalde aspecten van het auteursrecht en de naburige rechten in de informatiemaatschappij.[12] Deze richtlijn zorgt voor de implementering van het Verdrag van Marrakesh.[13]

- Richtlijn (EU) 2019/790 is bedoeld voor de harmonisatie van auteursrechtaspecten in de digitale interne markt van de Europese Unie. Een ontwerp van de Richtlijn, die hevige discussies uitlokte, met name over de artikelen 11 en 13 (“uploadfilter” en “linktaks”) is in maart 2019 voor het Europees Parlement gekomen en aangenomen met 348 voorstemmers en 274 tegen.[14]

## EU publicaties
- In maart 2019 heeft de Europese Commissie de op het copyright gebaseerde Creative Commons licentie "Naamsvermelding 4.0"[15] als standaard-licentie aangenomen voor online publicaties.[16] Dit zal stapsgewijs worden ingevoerd. Publicaties van de Europese Commissie met deze standaard-licentie mogen zonder toestemming verder verspreid worden, aangepast worden, zelfs voor commerciële toepassingen, mits de commissie aangemerkt wordt als maker van de publicatie en een link naar de licentie opgenomen wordt.
- De Commissie stelt sinds 2007 al haar publicaties online ter beschikking op de basis van vrij hergebruik.[17]